# JOSS
JOSS je skraćenica od engleske složenice JOHNNIAC Open Shop System, i bio je jedan od prvih interaktivnih, vremensko dijeljivih programskih jezika i operacijskih sustava. Prva inačicu JOSS I, razvio je amerikanac J. Clifford Shaw dok je radio za tvrtku RAND, i bila je razvijena za računalo JOHNNIAC. U rad je ušla u svibnju 1963. godine. Nedugo poslije izašla je u siječnju 1964. godine koja je mogla podržati 5 terminala, a inačicu koja je mogla podržati 10 terminala izašla je godinu dana poslije u siječnju 1965.